# Văn minh Minos

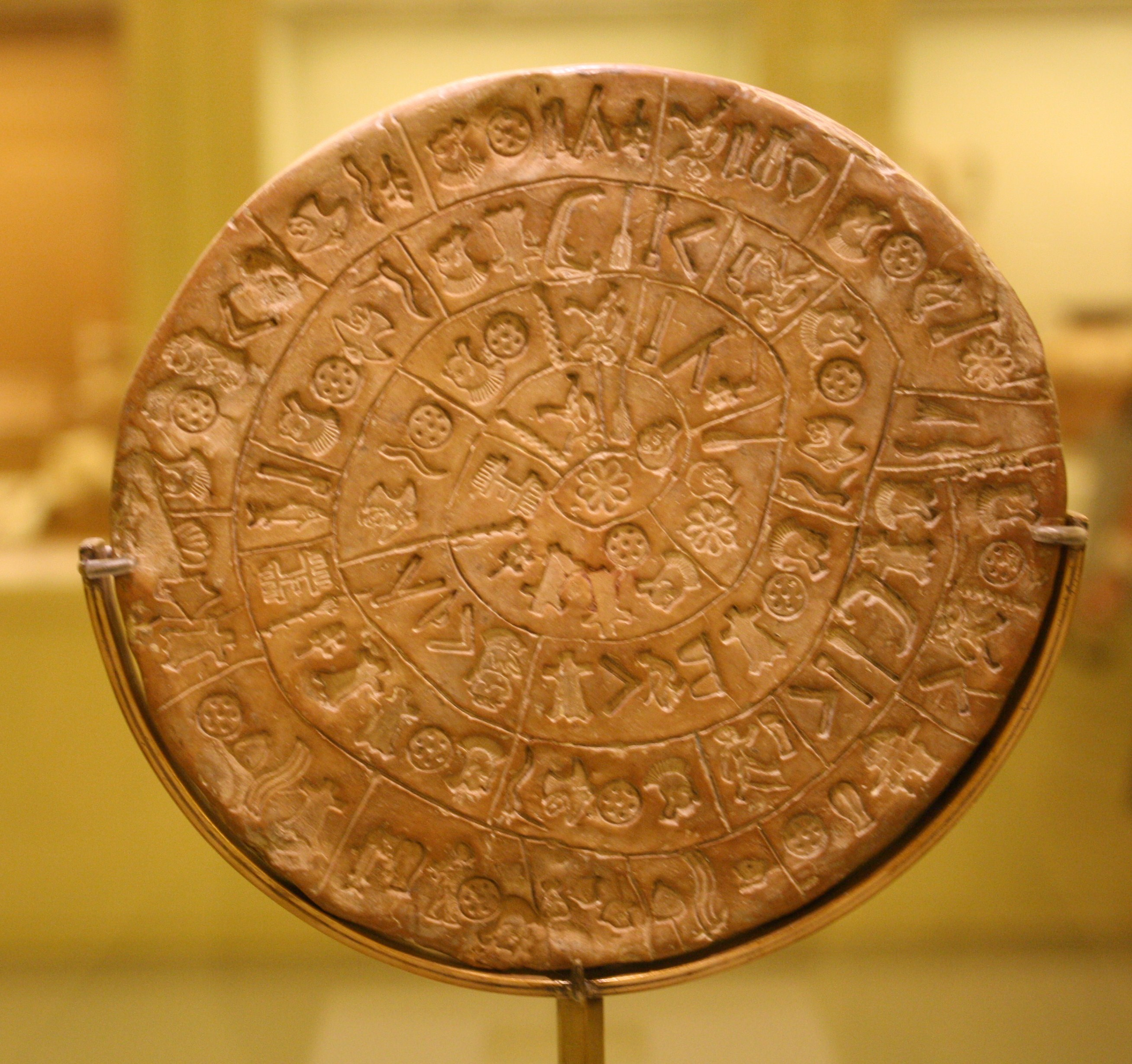
Chiếc đĩa Phaistos trong Khu A của bảo tàng khảo cổ học Heraklion, thủ phủ của đảo Crete

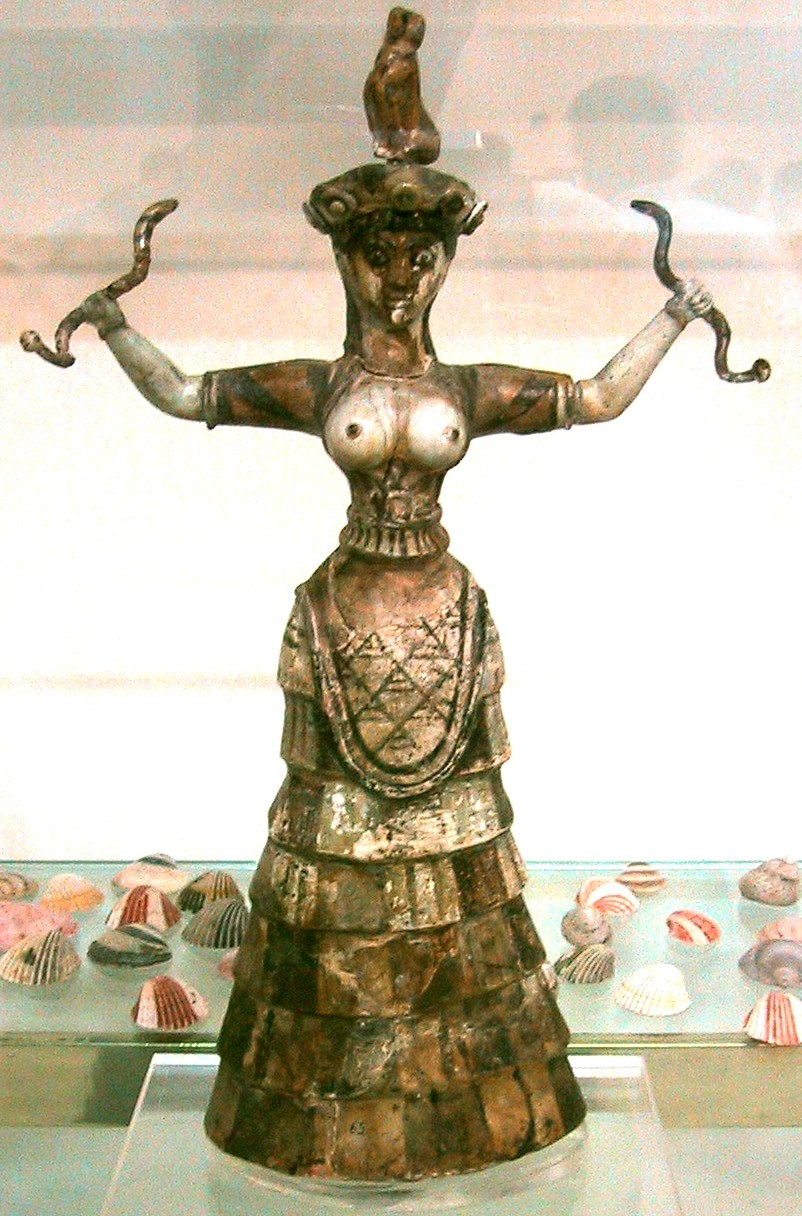
Bức tượng "Nữ thần rắn", bảo tàng khảo cổ học Heraklion

Minos (Tiếng Hy Lạp: Μινωίτες) là một nền văn minh thời đại đồ đồng ở Crete đã thống trị vùng biển Aegea, phát triển phồn thịnh vào khoảng từ năm 2700 tới năm 1450 trước Công Nguyên. Họ nổi tiếng là những người tiên phong và phát triển rực rỡ trong lĩnh vực hàng hải bởi vị trí thuận lợi, nằm ở điểm giao nhau của các tuyến đường thương mại.
Sau đó nền văn hóa của họ bị thay thế bởi nền văn hóa Mycenae. Theo truyền thuyết, vua Minos là người sáng lập nước Minos.

## Địa lý

### Đảo Crete
Trung tâm của nền văn minh Minoan, đảo Crete là một hòn đảo với núi đá tự nhiên, cùng những vị trí thuận lợi cho việc xây dựng bến cảng. Hòn đảo gần đường đứt gãy giữa các mảng lục địa, nên hòn đảo xảy ra động đất, cùng với quá trình kiến tạo địa chất, dâng lên của nước biển
Homer ghi lại, thời kỳ đỉnh cao của Minoan, Crete đã có tới 90 thành phố chia thành 8 đơn vị chính trị, bao gồm các cung điện, hải cảng được xây dựng từ Knossos ở phía Bắc tới Phaistos ở phía Nam, từ Kato Zakros và Malia ở phía Đông tới Chania ở phía Tây. Một số khu vực khác đã tìm thấy những cung điện nhỏ hơn.
Các địa điểm khảo cổ nổi tiếng về nền văn minh Minoan trên đảo bao gồm:
- Cung điện
  - Knossos, là cung điện lớn nhất của Minoan, được khai quật bởi Evans vào ngày 16 tháng 3 năm 1900.
  - Phaistos, là cung điện lớn thứ hai được xây dựng trên đảo,ngay sau khi phát hiện ra Knossos
  - Malia, được khai quật bởi những nhà khảo cổ Pháp.
  - Kato Zakros, còn gọi là Zakro một cung điện được khai quật bởi các nhà khảo cổ học Hy Lạp ở phía đông của hòn đảo.
  - Galatas
- Agia Triada - gần trung tâm hành chính Phaistos
- Gournia
- Pyrgos - Phía nam của hòn đảo
- Vasiliki
- Fournu Korfi
- Pseira, (một thị trấn đảo)
- Núi Juktas
- Arkalochori
- Karfi
- Akrotiri
- Zominthos - một thành phố ở chân núi phía bắc của núi Ida

### Khu vực khác
Người Minoan là những thương nhân vượt ra ngoài Crete tới tận Ai Cập cổ đại, Síp (mỏ đồng lớn nhất của Minoan), vùng bờ biển Levant Canaan, Anatolia. Minoan có ảnh hưởng tới rất nhiều các khu vực và nền văn minh khác, nhất là những người Canaan bằng kỹ thuật làm gốm, hợp kim đồng cùng vai trò trong ngành hàng hải. Một số khu định cư của người Minoan nằm ngoài Crete bao gồm quần đảo Cyclades, đảo Karpathos, Saros và Kasos hay Ialysos trên đảo Rhodes.

## Niên đại
Theo phân chia về hệ thống thời gian của nhà khảo cổ học Evans dựa trên phong cách làm đồ gốm của người Minoan đã phân chia thời kỳ Minoan thành ba thời kỳ chính: Minoan sớm (EM), Minoan giữa (MM), và Minoan muộn (LM). Những thời kỳ này lại được chia nhỏ hơn nữa, ví dụ như Minoan sớm I, II, III (EMI, EMII, EMIII). Một hệ thống thời gian khác được đề xuất bời nhà khảo cổ học người Hy Lạp là Nicolas Platon, được dựa trên sự phát triển của các cung điện tại Knossos, Phaistos, Malia, và Kato Zakros, chia niên đại Minoan vào Prepalatial, thời gian Protopalatial, Neopalatial, và Post-nguy nga. Mối quan hệ giữa các hệ thống này được đưa ra trong bảng kèm theo, với ngày lịch gần đúng được rút ra từ Warren và Hankey (1989).
Sự kiện núi lửa Thera phun trào vào giai đoạn LM IA. Thời gian chính xác của đợt phun trào núi lửa vẫn còn gây nhiều tranh cãi nhưng những nghiên cứu về chỉ ra trong khoảng thời gian cuối thế kỷ 17 TCN, tuy nhiên, các nhà khảo cổ học cho rằng nó xảy ra vào khoảng 1525-1500 TCN. Đây được coi là sự kiện thảm họa tự nhiên, dẫn đến sự sụp đổ nhanh chóng của nền văn minh Minoan.